# شلن صومالي
الشلن الصومالي، هو العملة الرسمية للصومال. يصدره منذ 1962 البنك المركزي الصومالي. ينقسم الشلن إلى 100 سنت.

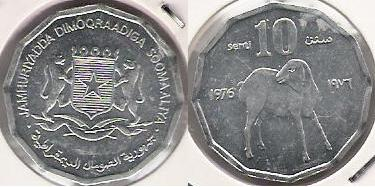
10 سنتات

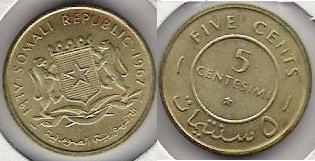
5 سنتات

## نظرة عامة
كان شلن شرق أفريقيا هو عملة في أجزاء من الصومال منذ عام 1921، عندما أُدخل إلى الصومال البريطاني. بعد الاستقلال في عام 1960، استبدال شلن شرق أفريقيا بالشلن الصومالي.[بحاجة لمصدر]

### الأوراق النقدية
في 15 أكتوبر 1962، أصدر البنك الوطني الصومالي أوراق نقدية من فئات 5 و 10 و 20 و 100 شلن. وفي عام 1975، أصدر البنك الوطني أوراق نقدية بقيمة 5 و 10 و 20 و 100 شلن. وتبع ذلك إصدار سلسلة جديدة في عام 1978. أصدر 50 شلن في عام 1983، تلتها 500 شلن في عام 1989 و 1000 شلن في عام 1990. وفي عام 1990 أيضًا، كانت هناك محاولة لإصلاح العملة، مع عملات ورقية جديدة فئات 20 و 50 جديدًا. اوتسعى لحكومة الصومالية لاستبدال الأوراق النقدية بأخرى عالية الجودة من أجل تجديد الاقتصاد والتعاون بشكل فعال مع صندوق النقد الدولي والبنك الدولي.
| إصدار 1983-1996 | إصدار 1983-1996 | إصدار 1983-1996                  | إصدار 1983-1996              |
| الصورة          | القيمة          | الوجه                            | العكس                        |
| --------------- | --------------- | -------------------------------- | ---------------------------- |
|                 | 5 شلن           | جاموس الماء                      | مزرعة موز                    |
|                 | 10 شلن          | مسجد عبد العزيز بمقديشو          | بناء القوارب                 |
|                 | 20 شلن          | مبنى البنك المركزي الصومالي      | ماشية                        |
|                 | 50 شلن          | مقديشو القديمة                   | سقي الحيوانات                |
|                 | 100 شلن         | امرأة مع طفل تلوح ببندقية ومجرفة | مصنع تجهيز المنتجات الزراعية |
|                 | 500 شلن         | صيادون                           | جامع التضامن الإسلامي        |
|                 | 1000 شلن        | نساجون                           | ميناء مقديشو                 |

| إصلاح العملة في 1991 | إصلاح العملة في 1991 | إصلاح العملة في 1991 | إصلاح العملة في 1991 |
| الصورة               | القيمة               | الوجه                | العكس                |
| -------------------- | -------------------- | -------------------- | -------------------- |
|                      | 20 شلن               | تاجر مع جمل          | حصاد القطن           |
|                      | 50 شلن               | ويفر                 | رجل، أطفال، حمار     |

### العملات المعدنية
في عام 1967، أصدرت عملات معدنية باسم الجمهورية الصومالية من فئات 5 و 10 و 50 سنت وشلن واحد. وفي عام 1976، أصدرت عملات معدنية باسم جمهورية الصومال الديمقراطية من فئات 5 و 10 و 50 سنت وشلن واحد.[بحاجة لمصدر]

## عدم التنظيم
في أعقاب انهيار السلطة المركزية الذي صاحب الحرب الأهلية، التي بدأت في أوائل التسعينيات، هبطت قيمة الشلن، وأغلق البنك المركزي الصومالي، السلطة النقدية في البلاد، عملياته. وظهر فيما بعد منتجو العملة المحلية المتنافسون، بما في ذلك الكيانات الإقليمية المستقلة مثل إقليم أرض البنط.
في أواخر العقد الأول من القرن الحالي، أعادت الحكومة الفيدرالية الانتقالية الصومالية المنشأة حديثًا إحياء البنك المركزي الصومالي. فيما يتعلق بالإدارة المالية، فإن السلطة النقدية في طور تولي مهمة صياغة وتنفيذ السياسة النقدية. ونظرًا لانعدام الثقة في الشلن الصومالي، فإن الدولار الأمريكي مقبول على نطاق واسع كوسيلة للتبادل إلى جانب الشلن الصومالي. ومع التحسن الكبير في الأمن، بدأ المغتربون الصوماليون بالعودة إلى البلاد بحثًا عن فرص الاستثمار. وإلى جانب الاستثمار الأجنبي المتواضع، ساعد تدفق الأموال على زيادة قيمة الشلن الصومالي بشكل كبير. وبحلول مارس 2014، ارتفعت قيمة العملة بحوالي 60٪ مقابل الدولار الأمريكي. وكان الشلن الصومالي هو الأقوى من بين 175 عملة عالمية تم تداولها من قبل بلوم إل بي.

## سعر الصرف
| سعر الصرف التاريخي مع الدولار الامريكي | سعر الصرف التاريخي مع الدولار الامريكي | سعر الصرف التاريخي مع الدولار الامريكي | سعر الصرف التاريخي مع الدولار الامريكي |
| التاريخ                                | السعر                                  | التاريخ                                | السعر                                  |
| -------------------------------------- | -------------------------------------- | -------------------------------------- | -------------------------------------- |
| يونيو 1991                             | 2000                                   | فبراير 2010                            | 33,300                                 |
| يونيو 1993                             | 5000                                   | أكتوبر 2011                            | 27,000                                 |
| مارس 2006                              | 13,400                                 | ديسمبر 2012                            | 19,000                                 |
| أغسطس 2006                             | 14,406                                 | مايو 2013                              | 15,000                                 |
| فبراير 2007                            | 15,000                                 | مارس 2014                              | 1,001                                  |
| مارس 2008                              | 25,000                                 | ديسمبر 2014                            | 725                                    |
| يوليو 2008                             | 35,000                                 | أبريل 2015                             | 697.5                                  |
| مارس 2009                              | 28,250                                 |                                        |                                        |

## وصلات خارجية
- معرض صور للأوراق النقدية الصومالية العتيقة والحديثة
- معرض صور للقطع والأوراق النقدية الصومالية
- صوماليلاند